# Bucchero

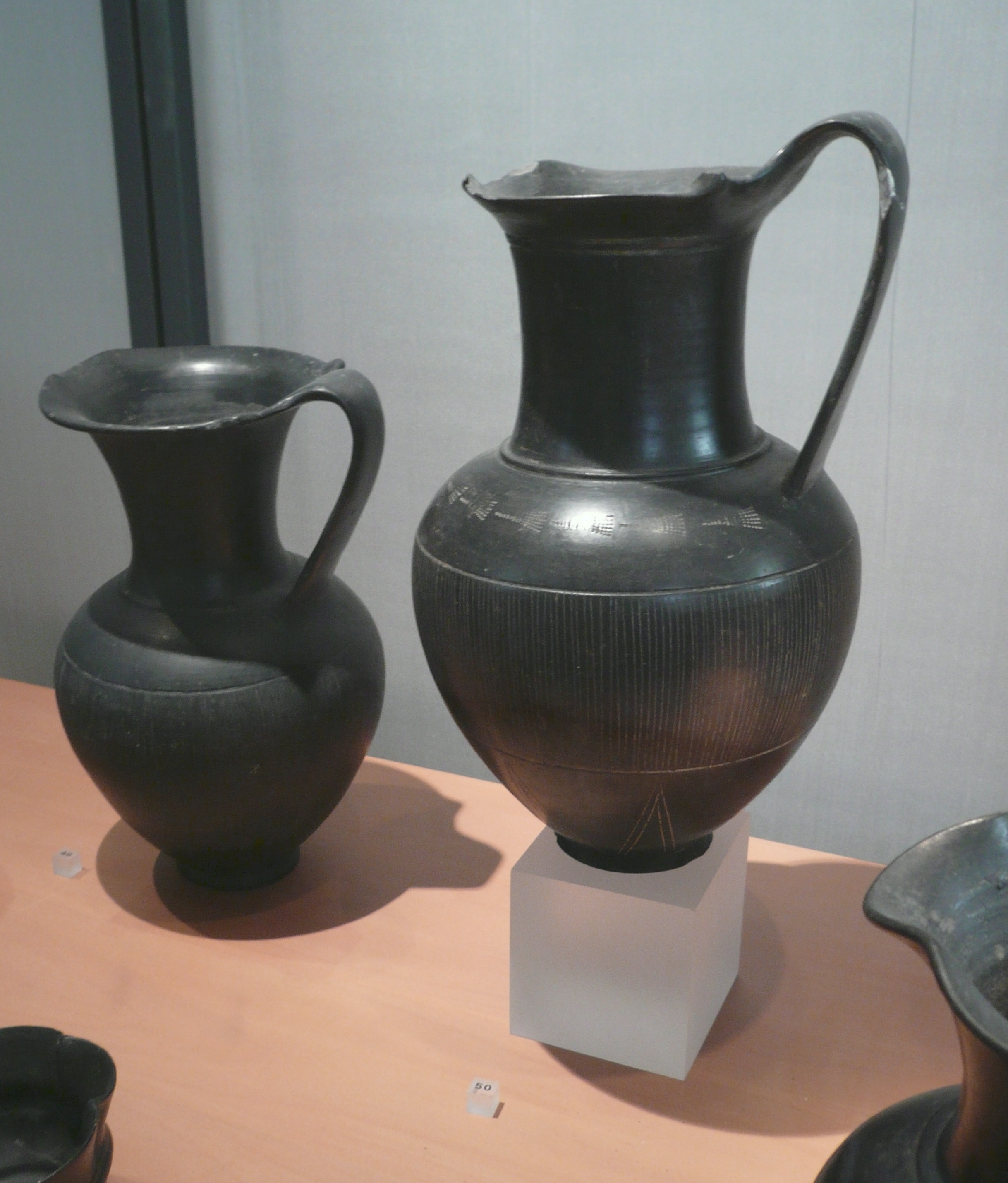
Twee Etruskische olpai in bucchero. Op het rechter exemplaar is lineaire decoratie en het typische waaiermotief zichtbaar. Ca. 625-600 v.Chr. Marseille, Musée d'Archéologie Méditerranéenne.

Bucchero is in de klassieke archeologie en etruscologie de benaming voor Etruskisch (doorgaans) zwartkleurig aardewerk met metaalachtige glans uit de 7e, 6e en 5e eeuw v.Chr. Het bucchero was een Etruskische vinding en een belangrijk exportproduct, gezien de vele vondsten van bucchero buiten Etrurië. Het werd onder andere verhandeld naar Zuid-Frankrijk, Carthago, Magna Graecia, Griekenland en Egypte. De oudste exemplaren stammen uit het kustgebied van Zuid-Etrurië, in het bijzonder uit Cisra (het huidige Cerveteri), en dateren van ca. 675 v.Chr. Ouder aardewerk vertoont wel al enige overeenkomsten met het latere bucchero, maar men spreekt dan eerder van buccheroïde impasto. Later ontstaan ook productiecentra meer in het noorden en het binnenland van Etrurië (Clevsin en Velzna). De productie van bucchero eindigt in de 5e eeuw v.Chr.

## Etymologie
In de 18e en 19e eeuw toonde men in Europa veel belangstelling voor een bepaald type Precolumbiaans aardewerk in een zwarte kleur. Deze keramiek werd derhalve in groten getale vanuit Zuid-Amerika naar Europa verscheept, waar het werd verhandeld en door de lokale serviesfabrieken werd geïmiteerd. Het aardewerk had de reputatie een onaangename geur te verspreiden en kreeg al gauw de Spaanse naam bucáro ("naar bok riekend"). In dezelfde tijd heerste in Italië een ware etruscheria en werden in Toscane en Umbrië grootscheepse "opgravingen" georganiseerd in de zoektocht naar Etruskische antiquiteiten. Wegens de overeenkomsten met het populaire Zuid-Amerikaanse keramiek werd het opvallende zwarte aardewerk dat in Etruskische tombes werd aangetroffen bucchero genoemd. Deze veritaliaanste vorm raakte in de archeologische terminologie ingeburgerd en ook vandaag de dag is de aanduiding bucchero nog algemeen gebruikelijk in de wetenschappelijke literatuur.

## Vervaardiging

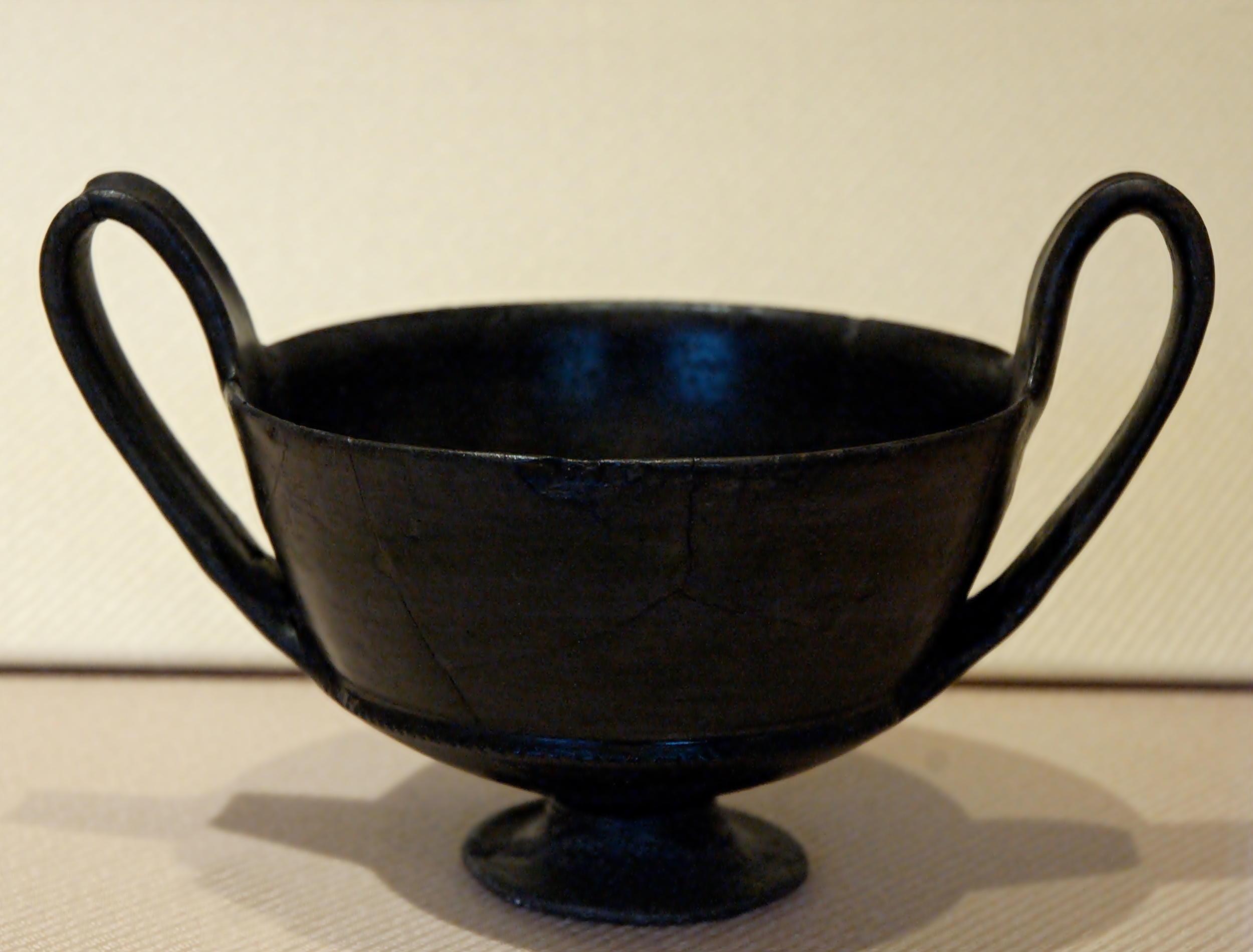
Een Etruskische kantharos afkomstig uit de necropolis van Osteria dell'Osa. Rome, Museo Nazionale Romano.

Het bucchero-aardewerk werd op het pottenbakkerswiel vervaardigd, een techniek die de Etrusken hadden overgenomen van de Grieken die omstreeks 750 v.Chr. koloniën stichtten aan de Tyrreense kust. Handvatten werden met de hand gevormd en aan het aardewerk geboetseerd. Het is nog niet geheel duidelijk hoe de zwarte kleur van het aardewerk werd verkregen. Zeker is dat de kleur een resultaat is van het bakproces, er is geen sprake van een vernis of iets van dien aard. Het aardewerk is namelijk ook in de kern zwart(ig), zoals scherven uitwijzen. Zeer waarschijnlijk werd het aardewerk in een oven met een zuurstofarme atmosfeer gebakken, zodat het in de klei aanwezige ijzer(III)oxide (Fe2O3), aanvankelijk rood, werd omgezet tot het zwarte ijzer(II)oxide (Fe3+2Fe2+O4). Ook de verbranding van organisch materiaal dat zich al dan niet door toedoen van de fabrikant in de klei en/of oven bevond, heeft bijdragen aan het zwarte uiterlijk van het bucchero. Het koolstof werd dan tijdens het bakproces door fysiek contact door het aardewerk opgenomen. Daarnaast lijkt er een verband te bestaan tussen de dikte van het aardewerk en de kleur: dunwandig bucchero (bucchero sottile, zie onder) is vaak zwarter dan het latere bucchero pesante (dikwandige bucchero), dat dikwijls donkergrijs is van kleur. Door het aardewerk in lederharde toestand te polijsten (maar waarschijnlijk ook door het aanbrengen van een engobe) kreeg het keramiek een metaalglans. Vermoedelijk heeft men daarmee servies in brons, dat luxueuzer en duurder was, willen imiteren. De gemiddelde baktemperatuur lag tussen de 750° en 800°, dit is echter een punt van discussie in de literatuur. 

### Vaasvormen en decoratie

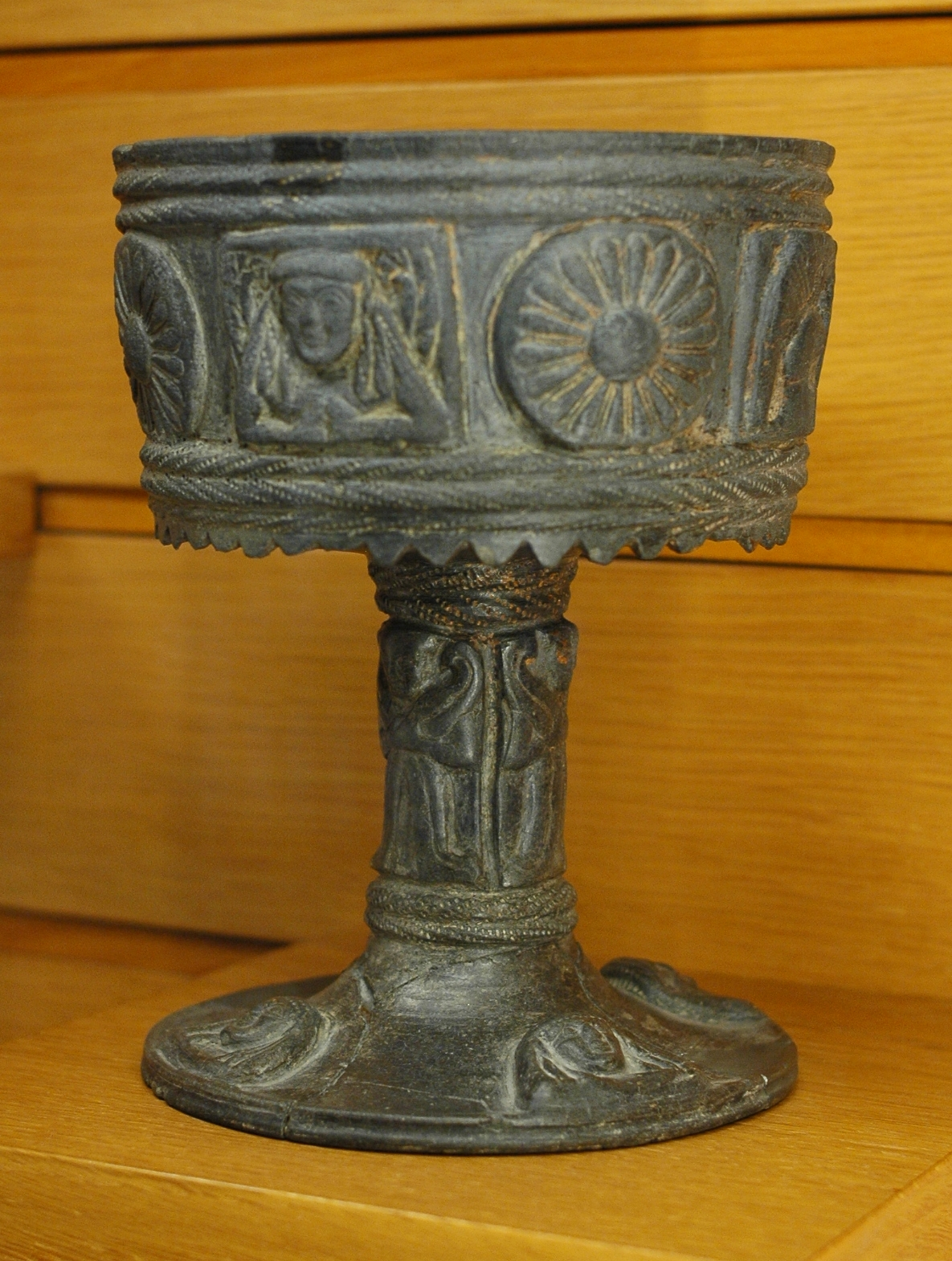
Etruskische kalyx (drinkkelk) op hoge voet met gestempelde decoratie. Herkenbaar zijn antropomorfe en florale motieven. Begin 6e eeuw v.Chr. Parijs, Musée du Louvre.

De vormen van het bucchero zijn ontleend aan lokale voorbeelden en aan uit het Oosten geïmporteerd aardewerk. Duidelijk herkenbaar zijn typische vormen van Griekse keramiek: kantharoi, kylikes, Hydriai, pyksides, kyatoi, oenochoai, stamnoi, etc. Het decoratieve repertoire bestond onder meer uit lineaire en florale motieven die met een scherp boetseerhout in de lederharde klei werden geïnciseerd. Karakteristiek voor het bucchero-aardewerk is het waaiermotief, dat zeer frequent op het keramiek voorkomt. In mindere mate zijn zoö- en antropomorfe motieven aangebracht: paarden, herten, honden, geiten, en (kenmerkend voor de oriëntaliserende periode in de Etruskische kunst) mythische wezens als griffioenen en sfinxen. Vanaf ca. 600 v.Chr. worden decoratieve motieven vooral aangebracht met behulp van stempels. Hierdoor werd het productieproces versneld en kregen de voorstellingen enig reliëf - ook hierbij heeft men waarschijnlijk de gelijkenis met bronzen vaatwerk (namelijk met decoratie in repoussé-techniek) voor ogen gehad. Men maakte gebruik van enkele stempels, bijvoorbeeld voor appliques, en van cilindrische rolzegels: met dit in het Nabije Oosten veelvuldig gebruikte instrument kon een afbeelding eindeloos herhaald worden (translatiesymmetrie). Dit resulteerde in banden op vazen en kelken waarbinnen talloze mens- en dierfiguren elkaar als in een processie opvolgen. Ook werd het bucchero soms van korte Etruskische inscripties voorzien. Vaak is dit een wijdingsinscriptie of de signatuur van de artiest.

## Typen en variëteiten
Er kan au fond onderscheid worden gemaakt tussen twee typen bucchero: het zogenaamde bucchero sottile en het bucchero pesante.
- Bucchero sottile (ook wel bucchero leggero) is de benaming voor het oudste bucchero. Het is diepzwart, dunwandig en heeft een mooie glans. Decoratieve motieven zijn veelal geïnciseerd. Dit aardewerk was van hoge kwaliteit en daarmee een luxeproduct. Het ontstond als gezegd in het kustgebied van Etrurië, waar de stad Cisra een belangrijk productiecentrum was. Het bucchero sottile verdween omstreeks 600 v.Chr.
- Bucchero pesante ontstond rond het begin van de 6e eeuw v.Chr. en werd met name geproduceerd in Clevsin (het huidige Chiusi) en Velzna (Orvieto). Dit aardewerk is dikwandig en heeft (mede hierdoor) een lichtere kleur dan het oudere bucchero sottile. De decoratie van het keramiek geschiedde met behulp van stempels en rolzegels. De productie van bucchero pesante stopte rond 500 v.Chr.

Soms duikt de term bucchero normale op. Hiermee verwijst men naar het bucchero uit de 6e eeuw v.Chr. Dit type wordt voorafgegaan door het bucchero sottile en het Bucchero pesante is dan de aanduiding voor de laatste fasen van bucchero tot in de 5e eeuw v.Chr.

### Variëteiten
Er bestaan verscheidene variëteiten van bucchero. Naast het bekende zwarte bucchero, in dit kader ook wel aangeduid als bucchero nero, bestaat er grijze (bucchero grigio) en, volgens sommige geleerden, rode bucchero (bucchero rosso). Het Bucchero grigio is lichtgrijs van kleur (in de kern donkerder) en ontstond later dan het bucchero nero; het is kenmerkend voor de 6e eeuw v.Chr. en later. Het is niet geheel duidelijk of buccero rosso het resultaat is van een slecht gecoördineerd bakproces (een teveel aan zuurstof in de oven brengt een rode kleur teweeg in het aardewerk) of dat men daadwerkelijk rood aardewerk wilde krijgen.